# Музичний фестиваль «Стравинський та Україна»

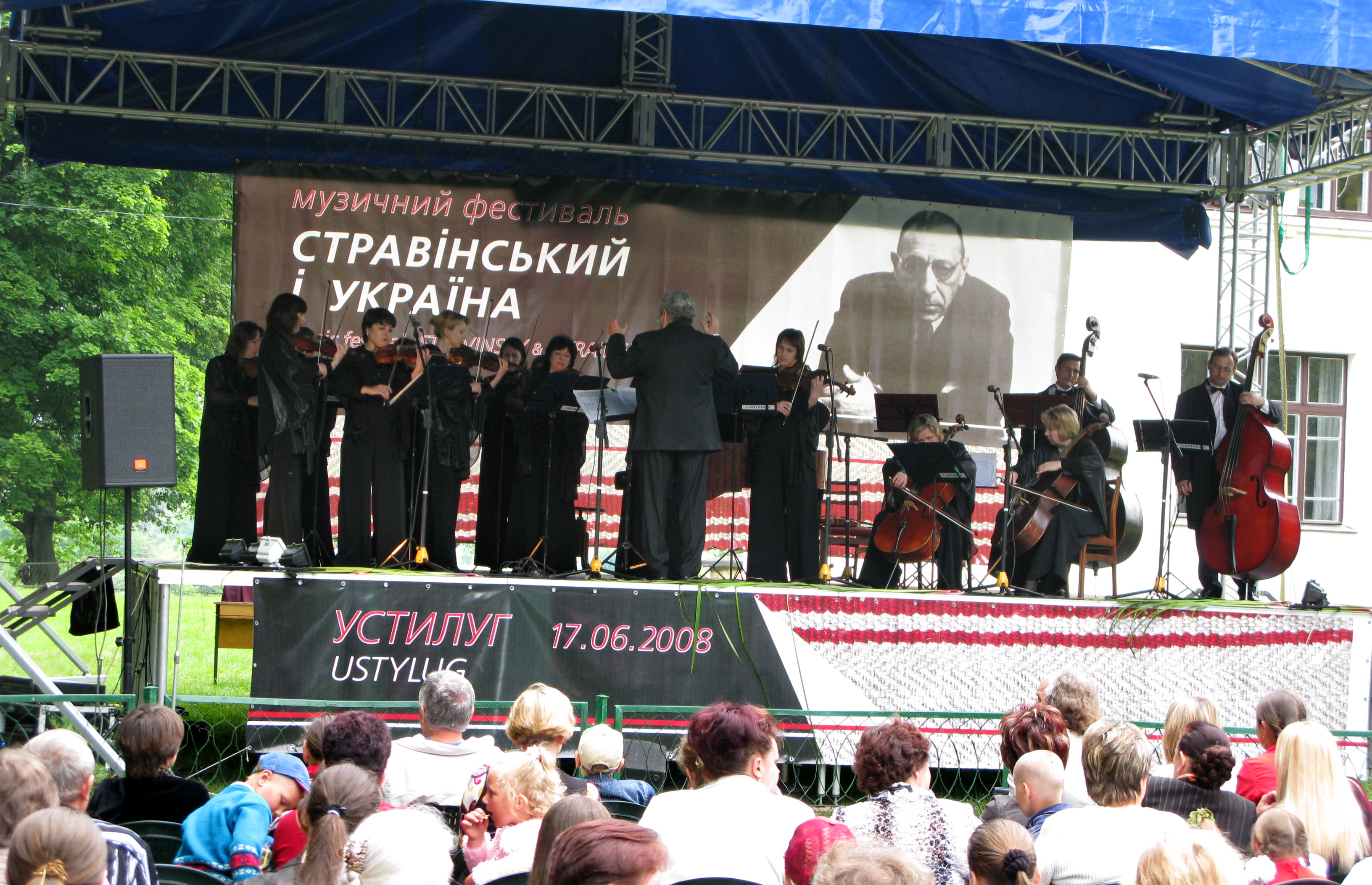
Міжнародний фестиваль "Стравінський та Україна, На сцені камерний оркестр "Кантабіле" (Луцьк), Устилуг, 17 червня 2008 р.

Музичний фестиваль «Стравінський та Україна» заснований у 1994 році управлінням культури Волинської облдержадміністрації, Волинською обласною філармонією. Фестиваль проводиться за підтримки Міністерства культури і мистецтв України. Починаючи з 2005 року фестиваль проводиться щорічно в день народження видатного композитора XX століття І. Стравінського.

## Мета фестивалю

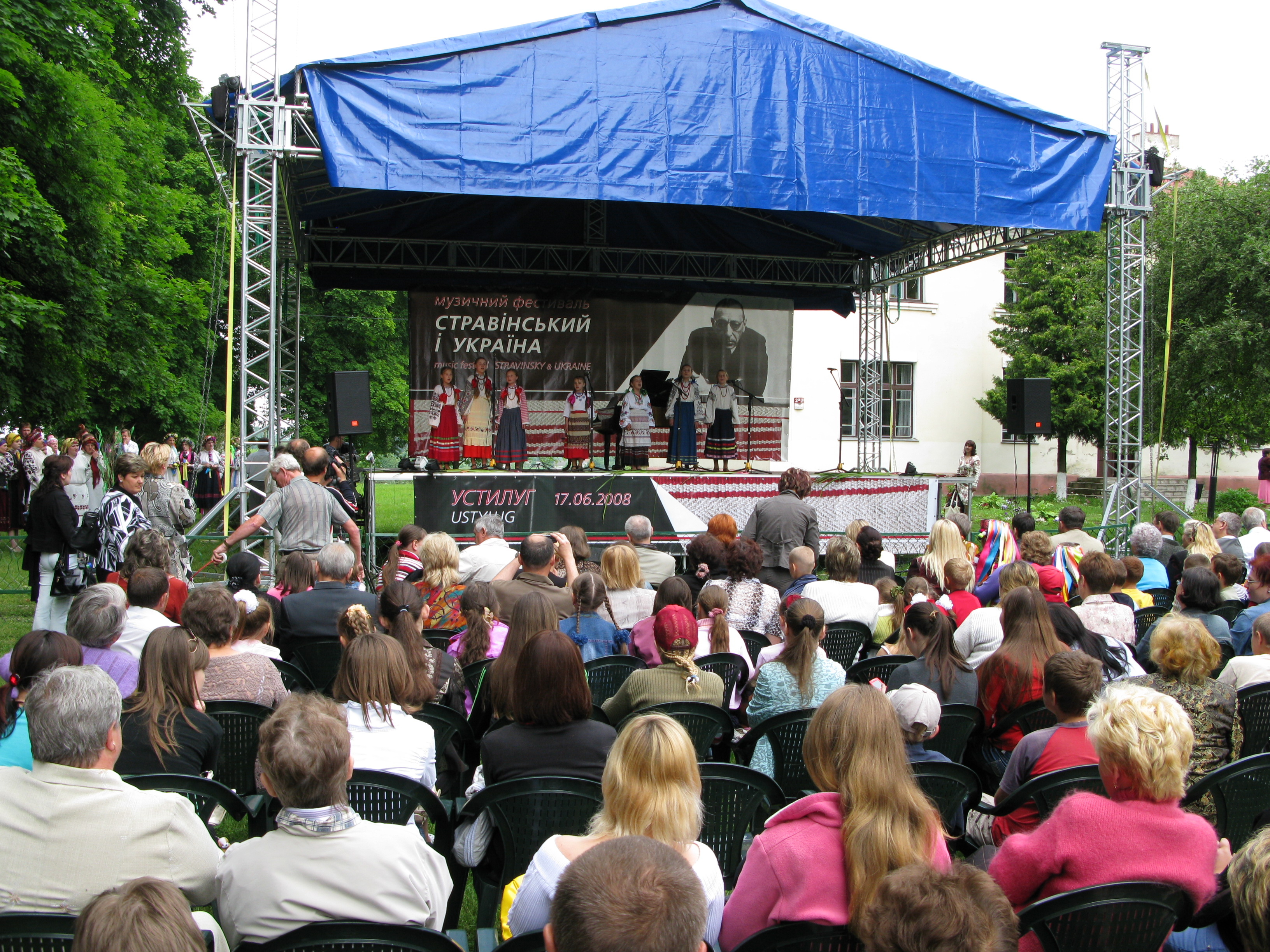
5 Міжнародний фестиваль "Стравінський та Україна", Устилуг, 17 червня 2008 р.

Головна мета фестивалю — пропаганда і дослідження творчості І. Стравінського, вивчення його зв'язків з Україною, пропаганда найкращих зразків світової та української музичної класики, позитивних тенденцій у розвитку національної культури, культурне та естетичне виховання молоді на найкращих здобутках світового і національного мистецтва.
Фестивальні концерти проводяться як у місті Луцьку, так і в містах і районах області. Впродовж фестивалю відбуваються науково-практичні конференції, лекції-концерти для дітей музичних і загальноосвітніх шкіл, творчої інтелігенції. Програма фестивалю передбачає проведення «круглих столів», прес-конференції тощо. У фестивалі беруть участь симфонічні і камерні оркестри, ансамблі України та інших країн, а також солісти-вокалісти, солісти-інструменталісти, музикознавці. У 2011–2013 роках проведення фестивалю надихнуло місцеві влади на проведення ремонтних робіт довкола колишнього помешкання композитора в Устилузі. Запрошеними гостем фестивалю останніх років був Тоні Палмер.

## ЗМІ про фестиваль
- 2008 — На Волині розпочався фестиваль класичної музики «Стравінський і Україна». radiosvoboda.org. Архів оригіналу за 3 лютого 2021. Процитовано 3 лютого 2021.
- 2009 — У Луцьку розпочався VI музичний фестиваль „Стравінський та Україна” — ZAXID.NET. zaxid.net. Архів оригіналу за 3 лютого 2021. Процитовано 3 лютого 2021.
- 2010 — Волинська обласна філармонія — Восьмий міжнародний музичний фестиваль імені Ігоря Стравінського "Стравінський та Україна". volynconcert.net. Архів оригіналу за 3 лютого 2021. Процитовано 3 лютого 2021.
- 2012 — Учасники IX музичного фестивалю „Стравінський та Україна” відвідали Устилузький музей Ігоря Стравінського. — 17 Червня 2012 — Музейний простір Волині. volyn-museum.com.ua. Архів оригіналу за 8 лютого 2021. Процитовано 3 лютого 2021.
- 2013 — "Весна священна", вітер з України. zn.ua. Архів оригіналу за 3 лютого 2021. Процитовано 3 лютого 2021.
- 2014 — З 28 травня по 17 червня ц.р. на Волині відбудеться XI музичний фестиваль «Стравінський та Україна». goradm.gov.ua. Архів оригіналу за 3 лютого 2021. Процитовано 3 лютого 2021.
- 2015 — На Волині звучить Стравінський. m.day.kyiv.ua. Архів оригіналу за 3 лютого 2021. Процитовано 3 лютого 2021.
- 2016 — На Волині відбулася прем'єра опери-ораторії Стравінського «Цар Едіп». volynnews.com. Архів оригіналу за 3 лютого 2021. Процитовано 3 лютого 2021.
- 2017 — XIV фестиваль «Стравінський та Україна»: 12 днів музики на Волині. volynnews.com. Архів оригіналу за 3 лютого 2021. Процитовано 3 лютого 2021.
- 2018 — XV Музичний фестиваль «Стравінський Та Україна» — вже сьогодні в Луцьку. m-r.co.ua. Music-Review Ukraine. Архів оригіналу за 3 лютого 2021. Процитовано 3 лютого 2021.
- 2019 — «Стравінський та Україна» — 2019. mus.art.co.ua. Архів оригіналу за 3 лютого 2021. Процитовано 3 лютого 2021.
- 2020 — Музичний фестиваль «Стравінський та Україна» стартував на Волині. voladm.gov.ua. Архів оригіналу за 3 лютого 2021. Процитовано 3 лютого 2021.

## Статті
- Огнєва О. З поверненням, маестро! (музичний фестиваль «Ігор Стравінський і Україна»: історія і здобутки). [Архівовано 25 вересня 2016 у Wayback Machine.]// Волинський музейний вісник: Музеї у дослідженні та збереженні пам’яток культурної спадщини західноукраїнських етнічних земель. Наук. зб. : Вип. 4. / упр-ня культури і туризму Волин. ОДА ; Волин. краєзн. музей; каф. документознавства і музейн. справи ВНУ ім. Лесі Українки ; / упоряд. А. Силюк, Є. Ковальчук. – Луцьк, 2012. – С. 129-136.